# Xiquets de Hoorn
Els Xiquets de Hoorn són una colla castellera de Hoorn, Països Baixos, ciutat propera a Rotterdam. Va ser fundada al 2016 apadrinats pels Xiquets del Serrallo que havien d'anar a visitar-los en un viatge al 2020 que va quedar anul·lat per la pandèmia de la COVID-19.
Durant un viatge als Països Baixos del 2017, els Castellers de Vilafranca van compartir assajos i actuació amb els Xiquets de Hoorn. Van actuar al festival de circ, teatre, dansa i música Circusstad de Rotterdam. Es desconeix si en l'actualitat segueixen amb l'activitat.